# Варигіно (Псковська область)
Варигіно (рос. Варыгино) — присілок в Опочецькому районі Псковської області Російської Федерації.
Населення становить 151 особу. Входить до складу муніципального утворення Варигинська волость.

## Історія
Від 2015 року входить до складу муніципального утворення Варигинська волость.

## Населення
| 2001 | 2002 | 2010 | 2013 | 2014 | 2015 | 2016 |
| ---- | ---- | ---- | ---- | ---- | ---- | ---- |
| 257  | ↘185 | ↘140 | ↗159 | ↘151 | ↗158 | ↘151 |